# Xã Okawville, Quận Washington, Illinois
Xã Okawville (tiếng Anh: Okawville Township) là một xã thuộc quận Washington, tiểu bang Illinois, Hoa Kỳ. Năm 2010, dân số của xã này là 1.987 người.